# Metro-Cross
Metro-Cross (メトロクロス?, Metoro Kurosu) è un videogioco arcade a piattaforme sviluppato e pubblicato dalla Namco nel 1985. Venne convertito per il Famicom dalla stessa Namco e per gli home computer occidentali da Probe Software.
La versione originale emulata è inclusa all'interno della raccolta Namco Museum Vol. 5 per PlayStation.
Un diretto sequel, Aero-Cross, era annunciato per PlayStation 3 e Xbox 360 ma fu cancellato in seguito al fallimento del progetto Namco Generations. 

## Modalità di gioco
Il giocatore assume il controllo di un uomo conosciuto solo come Runner, a cui viene dato un limite di tempo per correre attraverso ciascuno dei trentadue livelli di Metro-Cross, evitando ostacoli e raccogliendo lattine di bevande. La corsa vera e propria avviene automaticamente e l'obiettivo del giocatore è evitare gli ostacoli e raccogliere o schiacciare le lattine muovendo il Runner e regolando la sua velocità..
Se il Runner termina il livello entro il limite di tempo, il tempo rimanente gli verrà assegnato come punti bonus e procederà a quello successivo. Ogni quattro livelli ce n'è uno speciale, utilizzando il tempo rimanente dei tre precedenti come tempo aggiuntivo. Tuttavia, se il Runner non ha terminato il livello prima che scada il limite di tempo, verrà folgorato e la partita terminerà immediatamente.
Gli ostacoli lungo il percorso includono Slip Zone che rallenteranno il Runner se cerca di attraversarle, Pitfalls che si romperanno sotto il peso del Runner e lo faranno cadere nei buchi sottostanti e Crackers che lanceranno il Runner in aria e lo faranno atterrare sulla schiena. I round successivi presentano anche pneumatici Jumbo che rimbalzano verso il Runner, muri che si muovono su e giù da terra, cubi che si muovono attraverso particolari colonne di tessere, topi che tentano di saltare sul Runner e rallentarlo, e cavalieri e re degli scacchi che rimbalzano da una tessera all'altra.
I livelli presentano anche trampolini, che possono essere usati per spingere il Runner in avanti a grande velocità. Alcuni hanno una disposizione speciale di trampolini, dove è possibile usare un trampolino per atterrare direttamente sul secondo. Altri livelli presentano anche skateboard che accelereranno il Runner e lo renderanno immune alle zone di scivolamento. Ci sono anche due diversi tipi di lattine di bevande; calciarle garantirà al giocatore punti bonus (da 100 a 5000) o accelererà il Runner, ma saltarci sopra fermerà il timer per alcuni secondi.

## Accoglienza
In Giappone, la rivista Game Machine elencò Metro-Cross nel numero del 15 giugno 1985 come la nona unità arcade di maggior successo del mese.